# مارتین دیمیتروف (بازیکن فوتبال، زاده ۱۹۹۶)
مارتین دیمیتروف (بلغاری: Мартин Димитров؛ زادهٔ ۲۰ مارس ۱۹۹۶) بازیکن فوتبال اهل بلغارستان است.
از باشگاه‌هایی که در آن بازی کرده است می‌توان به باشگاه فوتبال بوتو پلوودیو اشاره کرد.